# Горан Максимовић (историчар)
Горан Максимовић (Фоча, 24. септембар 1963) српски је историчар књижевности, књижевни критичар, антологичар и професор Универзитета у Нишу.

## Биографија
Студије књижевности завршио је на Филозофском факултету у Сарајеву 1987. године, а постдипломске на Филолошком факултету у Београду 1993. године, где је магистрирао са темом Бранислав Нушић као приповједач, код проф. др Јована Деретића. Под менторством истог професора докторирао је 11. јула 1997. године на теми Типови смијеха у српској умјетничкој прози 19. вијека на Филолошком факултету у Београду.
На Филозофском факултету у Нишу 1989. године почео је да ради као асистент-приправник за Српску књижевност 18. и 19. века. У времену од фебруара 1991. године до априла 1992, тј. до почетка грађанског рата у Босни и Херцеговини, радио је као асистент на Филозофском факултету у Сарајеву. У пролеће 1994. биран је у звање асистента на Филозофском факултету у Нишу, потом за доцента (1998) и ванредног професора (2003). У звање редовног професора универзитета за научну област Српска књижевност (Српска књижевност 18. и 19. века) изабран је на Филозофском факултету у Нишу 20. маја 2008. године.
Био је шеф Катедре за српску књижевност (2000—2002), продекан и главни и одговорни уредник издавачке делатности на Филозофском факултету у Нишу (2002—2004), члан Савета Универзитета у Нишу (2002—2006), као и Сената Универзитета у Нишу (2010—2016). Функцију декана Филозофског факултета Универзитета у Нишу обављао је у два изборна мандата, од 1. октобра 2010. до 30. септембра 2016. године.
Као гостујући/хонорарни професор предавао је на Филозофском факултету Универзитета у Источном (Српском) Сарајеву на Одсјеку за српски језик и књижевност и на Одсјеку за општу књижевност и библиотекарство од почетка школске 1997/98. до краја школске 2010/2011. године. На Филозофском факултету Универзитета у Новом Саду предавао је на Одсеку за науку о књижевности постдипломских студија у школској 2002/2003. и 2005/2006. години. На Одсеку за источноевропске језике Филозофског факултета Карловог универзитета у Прагу предавао је у зимском семестру школске 2004/2005. године. На Филолошком факултету Универзитета у Бањој Луци предавао је на Одсеку за науку о књижевности постдипломских студија у школској 2009/2010. и 2010/2011. години, као и на програму докторских академских студија филологије у школској 2017/2018. години. На Филолошко-уметничком факултету Универзитета у Крагујевцу предаје на Докторским академским студијама српског језика и књижевности од школске 2013/2014. године. На Филолошко, историјском и теолошком факултету (Департман за модерне језике и књижевности) Западног универзитета у Темишвару у Румунији држао је предавање по позиву у школској 2013/14. години, као и у школској 2015/16. години. На Факултету за филологију и новинарство КемГУ (Кемеровског државног универзитета) у Русији држао је предавање по позиву у школској 2013/14. години.
Као декан Филозофског факултета Универзитета у Нишу у оквиру пројеката међународне сарадње боравио је на универзитетима у Арасу и Поатјеу (Француска), Марибору (Словенија), Великом Трнову и Софији (Бугарска), Белгороду, Москви, Петрограду (Санкт Петерсбургу) и Кемерову (Русија), Букурешту и Темишвару (Румунија).
Био је главни и одговорни уредник у ИП Зограф из Ниша (1998—2000), члан уредништва часописа Градина (1997—2000), покретач и замјеник главног уредника часописа Слава (2002 — 2005) и уредник у часопису Бдење (2002—2008). Члан је редакција: Књижевног листа (под овим називом од 1999—2014. године; а од 2014. године публикација излази под измењеним називом "Српски књижевни лист" ) и Нове зоре (од 2004. године). Од 2009. године налази се у научној редакцији Зборника Матице српске за књижевност и језик, као уредник за област српске књижевности 18. и 19. века. Био је иницијатор за оснивање и покретање, а од 2009. налази се у научној редакцији годишњака за филолошке науке Philologia Mediana, чији је издавач Филозофски факултет Универзитета у Нишу. (Од 2019. године је именован за главног уредника часописа Philologia Mediana). Од 2014. године налази се у Уређивачком одбору Антологијске едиције Десет векова српске књижевности Издавачког центра Матице српске у Новом Саду. Од 2014. године налази се у научној редакцији часописа Филолог чији је издавач Филолошки факултет Универзитета у Бањој Луци. Био је 2015. године један од оснивача научног часописа Исходишта, а налази се и у његовом уредништву, који је Филозофски факултет у Нишу покренуо заједно са Савезом Срба из Темишвара и Филолошким, историјским и теолошким факултетом Западног универзитета у Темишвару. Од 2018. године у Центру за српске студије у Бањој Луци, у оквиру издавачке библиотеке „Српски преглед“, уређује заједно са проф. др Душком Певуљом серију „Лик прошлости“. Од 2018. године налази се у редакцији Годишњака за српски језик, који је покренуо и објављује Департман за српски језик и књижевност/Департман за србистику Филозофског факултета Универзитета у Нишу. Од 2018. године налази се у уредништву едиције Српски писци из Босне и Херцеговине коју је покренуло Друштво чланова Матица српска из Републике Српске у Бањој Луци. Од 2020. године главни уредник издаваштва Штампарије SCERO PRINT у Нишу.  
Председништво САНУ, на предлог Одељења за језик и књижевност САНУ, изабрало га је 29. јануара 2020. године у Одбор за проучавање историје књижевности. Предсједништво АНУРС, на приједлог одјељења АНУРС–а, на сједници одржаној 15. новембра 2021. године, донијело је Одлуку о именовању за члана Одбора за књижевност у Одјељењу књижевности и умјетности. Управни одбор Матице српске на седници одржаној 23. децембра 2024. године основао је Јужноморавско-вардарски одбор и именовао га за председника тог одбора.   
У раздобљу од јануара 2002. до краја 2005. године, учествовао је као истраживач на научном пројекту Техника и семантика приповиједања. Од јануара 2006. године до краја 2010. године учествовао је као истраживач на научном пројекту Лексикон српског реализма. Од јануара 2011. године учествује као истраживач на научном пројекту Поетика српског реализма. Од јануара 2015. године учествује као истраживач на међународном научном пројекту Материјална и духовна култура Срба у мултиетничким срединама и/или периферним областима, под руководством проф. др Михаја (Миље) Радана, који су покренули Центар за научна истраживања Савеза Срба из Румуније, Филолошки, историјски и теолошки факултет Западног универзитета у Темишвару и Филозофски факултет Универзитета у Нишу. Oд јануара 2018. године руководилац је научног пројекта Књижевна прошлост и садашњост на простору југоисточне Србије који је покренут у оквиру научно-истраживачке делатности Огранка САНУ у Нишу. Од јануара 2025. године учествује као истраживач на научном пројекту Заборављени српски писци у Босни и Херцеговини, под руководством проф. др Сузане Бунчић са Педагошког факултета у Бијељини, а са финансирањем Министарства за научнотехнолошки развој и високо образовање Републике Српске. 
Учествовао је на више од 120 међународних и националних научних скупова, у земљи и иностранству, из области науке о књижевности.

## Награде
Добио је више од седамдесет признања, ордена, повеља, захвалница и награда за цјелокупан научни, образовни, културни и књижевни рад, као и за међународну сарадњу и рад на мјесту декана Филозофског факултета у Нишу (2010–2016). Издвајамо неке од репрезентативних награда за научни, образовни и културни рад:
- "Бранкова награда" Матице српске за студентски дипломски рад, 1987,
- "Златна значка" Културно-просветне заједнице Србије, 2002.
- Награда "Златна српска књижевност" из Фонда Александра Арнаутовића, за изузетан допринос проучавању српске књижевности (Катедра за српску са јужнословенским књижевностима Филолошког факултета у Београду), 2005.
- Одликовање "Витез академске палме", којим га је именовао први министар Републике Француске, декретом од 8. јануара 2014. године, у знак признања за јачање универзитетске сарадње између Француске и Србије.
- "Видовданска повеља" Савеза Срба из Румуније (са седиштем у Темишвару) за изузетан допринос у образовној, научној и културној сарадњи са Србима у Румунији (2024).
- "Специјално признање" 67. Међународног сајма књига у Београду за монографију Књижевни свијет Бранислава Нушића, објављену у издању „Православне речи“ из Новог Сада (2024).
- "Вукова награда" коју додељује Културно-просветна заједница Србије за нарочите резултате остварене у стваралачком раду на ширењу културе, образовања и науке у Републици Србији и на свесрпском простору (2024).
- Грамата "Васа Михаиловић" коју додељује Матица исељеника и Срба у региону, Књижевни „Еснаф“ и Пројекат „Београдски читач“ за допринос историји књижевности и развоју теорије и књижевне критике (2025).

## Дела

### Књиге студија
- Умјетност приповиједања Бранислава Нушића, Београд, 1995.  98166535
- Магија Сремчевог смијеха, Ниш, 1998,  978-86-7455-371-8  141492231
- Домановићев смијех, Београд, 2000.  160364551 (друго поправљено и допуњено издање, Ниш, 2024.  978-86-89093-83-4 COBISS.SR–ID 150502153)
- Српске књижевне теме, Београд — Бања Лука, 2002.  86-83727-02-5  183528455
- Тријумф смијеха (Комично у српској умјетничкој прози од Доситеја Обрадовића до Петра Кочића), Ниш, 2003.  86-7455-586-1  107421964
- Критичко начело, Бања Лука — Београд — Ниш, 2005.  978-86-905403-1-0  124342540
- Свијет и прича Петра Кочића, Бања Лука — Београд, 2005.  99938-1-005-3  209597447
- Искуство и доживљај, Београд, 2007.  978-86-7363-532-3  142172428
- Комедиографски Орфеј и други огледи, Београд, 2010,  978-86-6007-050-2  176509452
- Идентитет и памћење, Ниш, 2011.  978-86-7379-224-8  186339596
- Критичка гозба, Београд — Ниш, 2012.  978-86-7379-267-5  194844684
- Заборављени књижевници српског XIX вијека, Пале, 2013.  978-99955-50-08-0  3602968
- Казивање града и други огледи, Ниш.  978-86-7379-337-5  209789452
- Симо Матавуљ и Бока Которска, Бања Лука, 2018.  978-99976-712-3-3  7384856
- Критичка перспектива, Андрићев институт, Вишеград, 2021.  978-99976-21-90-0  134470401
- Земаљско и небесно, SCERO PRINT-Центар за српске студије, Ниш-Бања Лука, 2022.  978-86-80856-09-4 (SP)  68990985
- Градови српског реализма (О епоси и писцима српског реализма и њиховим градовима), Центар за српске студије, Бањалука, 2023.  978-99976-177-9-8  139455489
- Књижевни свијет Бранислава Нушића, монографија, Православна реч, Нови Сад, 2024.  978-86-81648-73-5  147932681
- Гласови из прошлости, књижевноисторијске студије, Нишки културни центар, Ниш, 2024. ISBN 978-86-6101-275-4 COBISS.SR 152417801

### Антологије
- Још љубити могу (Зборник српске љубавне лирике XIX и ХХ вијека), Бања Лука, 2002.  99938-702-1-8  106448396
- Антологија нишких приповједача, Ниш, 2002.  86-7455-554-3  183698439
- Никад није вито твоје тело... (Антологија љубавне лирике српског романтизма), Београд, 2005.  86-379-0905-1  125169164

### Приређена издања
- Стеван Сремац, Зона Замфирова, Подгорица, 1997.
- Јован Стерија Поповић, Роман без романа, Вршац, 1998.
- Јован Дучић, Моја љубав (Најлепше љубавне песме Јована Дучића), Београд, 1998.
- Симо Матавуљ, Бока и Бокељи, Београд, 1999.
- Јован Дучић, Хтео бих да знадем љубим ли и сада (Записи о љубави и љубавне песме), Ниш, 1999, (друго проширено издање, Ниш 2000; треће поправљено и допуњено издање, Србиње — Нови Сад, 2002; четврто допуњено и кориговано издање, Београд-Подгорица, 2023).
- Радоје Домановић, Алегоричне приче, Ниш, 1999.
- Јован Стерија Поповић, Жалостна позорја, Вршац, 2000.
- Симо Матавуљ, Бокељске новеле, Србиње — Нови Сад, 2001.
- Радоје Домановић, Изабрана дела, Сремски Карловци — Нови Сад, 2001.
- Павле Поповић, Српска комедија у XIX веку, Панчево, 2001.
- Петар Кочић, Причања Симеуна Ђака, Београд, 2003. (друго издање, Ниш, 2016).
- Стеван Сремац, Нишка проза, Ниш, 2003.
- Милутин Илић, Два весеља, комедија, Нови Сад, 2003.
- Кирил Цвјетковић, Автобиографија протосинђела Кирила Цвјетковића и његово страдање за православље, фототипско издање, Херцег Нови, 2004. (ново приређено издање, Београд-Шибеник, 2019)
- Лазар Томановић, Петар Други Петровић Његош као владалац, Нови Сад, 2004.
- Живан Живановић, Ниш и нишке знаменитости, Ниш, 2004. (друго издање, Ниш, 2024)
- Прота Матеја Ненадовић, Мемоари, Београд, 2005.
- Стеван Сремац, Поп Ћира и поп Спира, Београд, 2005.
- Бранислав Нушић, Сабране комедије, Београд, 2005.
- Борисав Станковић, Одабране приче, Ниш, 2005.
- Петар Кочић, Изабрана дјела, Сремски Карловци — Нови Сад, 2006.
- Лазар Томановић, Путописна проза, Херцег Нови, 2007.
- Прота Матеја Ненадовић, Изабрана дела, Сремски Карловци — Нови Сад, 2007.
- Мита Калић, У резерви, шаљива игра у једном чину, Нови Сад, 2009.
- Милан Ђ. Милићевић, Путничка писма из Ниша 1882. године, поднаслов: Стара писма из нових крајева, Ниш, 2009.
- Мита Калић, Гусле и Вила, песничка слика у једном чину с певањем, Ниш, 2010.
- Стеван Сремац, изабрана проза, Нови Сад, 2011.
- Мита Калић, Обмана, позоришна игра у три чина и једној промени, Београд, 2011.
- Милан Јовановић Морски, Несуђени, шаљива игра у четири чина, Београд, 2011.
- Симо Матавуљ, Из Боке Которске, Херцег Нови, 2015. (друго издање, Београд-Подгорица, 2023)
- Љубомир Симић, Песме, Књажевац, 2018.
- Бранислав Нушић, Деветсто петнаеста, Београд, 2018.
- Милован Глишић-Радоје Домановић, изабрана проза, Нови Сад, 2019.
- Матија Бан, Сусрети са Његошем, Бања Лука, 2019. (друго издање, Београд-Подгорица, 2023)
- Михајло И. Пупин, Са пашњака до научењака, Београд, 2019.
- Љубивоје Ршумовић, Крчевина, аутобиографска митологија, Приједор, 2019.
- Светозар Ћоровић, Газда Јаков, шаљива игра у једном чину, Бања Лука, 2020.
- Милутин Ускоковић, изабрана проза, Нови Сад, 2020.
- Станислав Краков, Живот човека на Балкану, Београд, 2021. (друго издање, 2022).
- Нићифор Дучић, изабрана проза, Бања Лука, 2021.
- Слободан Стојадиновић, Свакидашње чудованке, Ниш, 2021.
- Томо Смиљанић Брадина, Из Македоније, приповетке, Бања Лука-Скопље, 2022.
- Иво Ћипико, изабрана проза, Нови Сад, 2022.
- Светозар Ћоровић, изабрана проза, Бања Лука, 2022.
- Бранислав Нушић, Аутобиографија, Ниш, 2023.
- Димитрије Н. Алексић, Осветници, роман, Ниш, 2024.
- Спира Калик, Из Београда у Солун и Скопље с Београдским певачким друштвом, путничке белешке, Ниш, 2024.
- Слава, књижица за народ и омладину, фототипско издање, Народна библиотека "Стеван Сремац", Ниш, 2024.
- Никола Ђорић, Љубице, лирика, Ниш, 2024.
- Симо Матавуљ, Бакоња фра-Брне, роман, Ниш, 2024.
- Борисав Станковић, Нечиста крв, роман, Ниш, 2024.
- Јован Деретић, Историја српске књижевности I-II-III, Едиција "Десет векова српске књижевности" Издавачког центра Матице српске, Нови Сад, 2025.
- Стеван Сремац, Поп Ћира и поп Спира, роман, Ниш, 2025.
- Раде Драинац, Изабрана дела - песник, приповедач, новинар, есејиста, полемичар, прир. Д. Огњановић, Г. Максимовић, М. Бојанић Ћирковић, Ј. Младеновић, Прокупље, 2025.

### Драматизације
- Бранислав Нушић, Divina komedia, по мотивима Нушићеве прозе драматизацију урадио Горан Максимовић, Српски преглед, год. II, број 5, Бања Лука, јули 2019, стр. 7-58. ISSN 2566-3038